# Christiaan August van Sleeswijk-Holstein-Gottorp

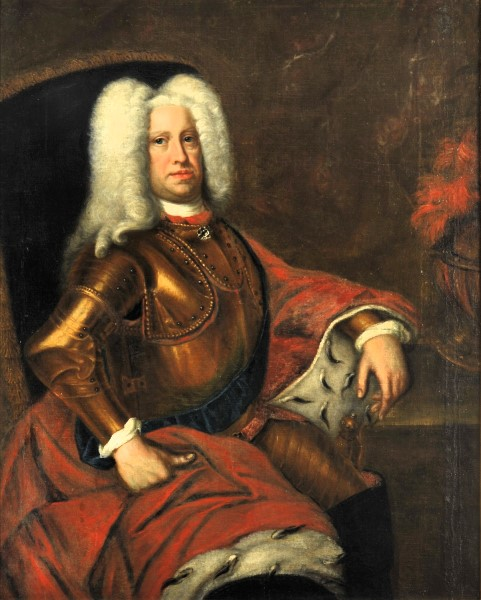
Portret van Christiaan August van Sleeswijk-Holstein-Gottorp, prins-bisschop van Lübeck.

Christiaan August van Sleeswijk-Holstein-Gottorp (Slot Gottorf, 11 januari 1673 — aldaar, 24 april 1726) was van 1705 tot aan zijn dood prins-bisschop van Lübeck. Hij behoorde tot het Huis Sleeswijk-Holstein-Gottorp.

## Levensloop
Christiaan August was de tweede zoon van hertog Christiaan Albrecht van Sleeswijk-Holstein-Gottorp en diens echtgenote Frederika Amalia, dochter van koning Frederik III van Denemarken.
Als tweede zoon van zijn gezin was het de bedoeling dat Christiaan August als gevolg van de door de Vrede van Westfalen bestaande secundogenituur van het Huis Sleeswijk-Holstein-Gottorp prins-bisschop van Lübeck zou worden met als residentie het Slot van Eutin. Toen in 1705 zijn voorganger August Frederik stierf, kwam het al direct tot een militair conflict om de erfopvolging omdat er door de Vrede van Traventhal van 1700 een dubbele verkiezing was mogelijk gemaakt. Het conflict leidde op Kerstmis 1705 uiteindelijk tot een belegering en bezetting van het Slot van Eutin door de Denen. Hierbij raakte de Deense generaal Hartwig von Passow echter dodelijk gewond. De coadjutor van de Deense partij, prins Karel van Denemarken, gaf uiteindelijk zijn aanspraken op Lübeck op nadat Staten en koningin Anna van Groot-Brittannië hadden bemiddeld en nadat hij een rente had gekregen. Hierdoor kon Christiaan August volwaardig aantreden als prins-bisschop van Lübeck en in januari 1707 installeerde hij zijn enkele weken oude zoon Karel August als coadjutor.
Na de dood van zijn broer Frederik IV in 1702, werd Christiaan August regent van het hertogdom Sleeswijk-Holstein-Gottorp voor zijn tweejarige neef Karel Frederik. Karel Frederik verbleef samen met zijn moeder en persoonlijke voogd Hedwig Sophia aan het hof van haar broer, koning Karel XII van Zweden. Nadat Hedwig Sophia in 1708 stierf, werd Christiaan August de enige regent van Sleeswijk-Holstein-Gottorp. Op zijn ministers had hij geen enkele invloed en onder de ambtenaren heerste nepotisme en corruptie. Toen Denemarken in 1709 terug intrad in de Grote Noordse Oorlog tegen Zweden, verklaarde Christiaan August het hertogdom neutraal, hoewel hij in 1712 Zweedse troepen liet overwinteren in het slot van Tönning. In 1713 liet koning Frederik IV van Denemarken de aandelen van het hertogdom in Sleeswijk en de stad Eutin bezetten. Christiaan August vluchtte daarop naar Hamburg, waar hij tevergeefs buitenlandse ondersteuning zocht. Het was pas bij de meerderjarigheid van Karel Frederik in 1716 dat Christiaan August het prinsbisdom Lübeck terugkreeg, maar hij moest de districten Oldenburg en Cismar aan zijn neef verpanden.
In 1717 liet hij zijn residentie in Eutin door bouwmeester Rudolph Matthias Dallin ombouwen in barokstijl. Nadat de hertogen van Sleeswijk-Holstein-Gottorp het slot GottorF hadden verloren, liet Christiaan August door Dallin eveneens het Slot van Kiel bouwen als nieuwe residentie voor de hertogen van Sleeswijk-Holstein-Gottorp. 
In april 1726 stierf hij op 53-jarige leeftijd.

## Huwelijk en nakomelingen
Op 3 september 1704 huwde Christiaan August met Albertina Frederica (1682-1755), dochter van markgraaf Frederik VII van Baden-Durlach. Ze kregen elf kinderen:
- Hedwig Sophia (1705-1764), abdis van het Sticht Herford
- Karel August (1706-1727), prins-bisschop van Lübeck
- Frederica Amalia (1708-1731)
- Anna (1709-1758), huwde in 1742 met prins Willem van Saksen-Gotha-Altenburg
- Adolf Frederik (1710-1771), prins-bisschop van Lübeck en koning van Zweden
- Frederik August (1711-1785), prins-bisschop van Lübeck en hertog van Oldenburg
- Johanna Elisabeth (1712-1760), huwde in 1727 met vorst Christiaan August van Anhalt-Zerbst (de ouders van de latere Catharina II van Rusland)
- Frederica Sophia (1713-1713)
- Willem Christiaan (1716-1719)
- Frederik Koenraad (1718-1718)
- George Lodewijk (1719-1763), Pruisisch luitenant-generaal en Russisch veldmaarschalk